# دائرة ليس كايس
دائرة ليس كايس هي إحدى الدوائر الخمس في الإدارة الجنوبية في جنوب غرب هايتي. وتتبعها ستة بلديات ويبدأ رمزها البريدي بالرقم 81.